# Justus Menius
Justus Menius (13 de diciembre de 1499 - 11 de agosto de 1558) fue un teólogo, luterano alemán, su nombre está latinizado de Jost o Just (en inglés. Jodocus) Menig.

## Nacimiento y juventud
Menius nació en Fulda de padres pobres pero muy respetados. Entró en la Universidad de Erfurt en 1514, y recibió el rango de bachiller en 1515 y el máster en 1516. Por aquel entonces, en asociación con los importantes humanistas Conrad Mutian, Crotus Rubeanus, y Eoban Hess, Menius se hizo más escéptico. Se mudó a Wittenberg en 1519, se evangelizó luterano gracias a la enseñanza de Philipp Melanchthon y la predicación de Martín Lutero. 
Tras viajar por Italia entre (1521-1522) Menius fue elegido en 1523 cura de la ciudad de Wittenberg, pero pronto fue transferido a la ciudad de Mühlberg. Aquí publicó su comentario contra los Hechos de los Apóstoles (1524) y se casó. Se marchó de su puesto en (1525) y abrió una escuela en Erfurt, pero el consejo de la ciudad insistió en que predicara, haciéndolo cura en Santo Tomás, Erfurt. Trabajó junto al amigo de Lutero, John Lange, y fue opuesto a los Franciscanos bajo Conrad Kling.

## Trabajos principales
Menius dejó la ciudad de Gotha en (1528), empeñado en dedicarse a la enseñanza, y con la amistad de Friedrich Myconius. El Elector Juan de Sajonia lo colocó en la comisión para la visita de la iglesia en Thuringia, y en 1529 lo designó el pastor y superintendente en Eisenach, donde durante dieciocho años administró asuntos de iglesia con tacto, y promovió la expansión de la educación. En 1529 sacó a la luz su obra Oeconomia christiana (un tratado en alemán sobre cómo administrar las arcas de una iglesia), dedicada a la duquesa Sibila de Sajonia y con un preludio de Lutero.
El tratado de Menius, escrito con Myconius, Der Wiedertaufer Lehre und Geheimniss de 1530 también contenía un prefacio de Lutero. La reversión a la comunión romana de su viejo amigo Crotus condujo a escribir su " Responsio amici " (1532), a " Apología" (1531) de Crotus. Participó en las discusiones teológicas de su tiempo, en Marburgo (1529), la Concordia de Wittenberg (1536), y las discusiones en Hagenau y Worms (1540). El manuscrito de su tratado de 1542 contra la bigamia en el caso de Felipe de Hesse se encuentra en la Universidad de Heidelberg.

## Vida tardía
En 1542 Menius se mudó a Mühlhausen, siendo elegido por el Elector Mauricio de Sajonia, para que dirigiera una iglesia. Tras la muerte de Myconius en 1546 fue confiado con una parroquia en Gotha, además de la de Eisenach; volvió a Gotha en 1547. 
El resto de su vida no fue feliz. Se enfrentó al Interino de Leipzig en 1548 con su compromiso sobre algunos usos católicos y estuvo implicado en controversias con Georgius Merula, contra quien mantuvo la necesidad de exorcismo en el bautismo; con Osiander; con su colega, Nicholas von Amsdorf, a quien había expulsado de la dirección de Eisenach; Flacius Illyricus, y otros.
Perdió el favor del Elector Juan Federico I de Sajonia, comenzó a tener mala salud, y fue depuesto en 1555 de sus cargos y rechazaron reinstituirlo, tras el coloquio de Eisenach (1556). Murió en Leipzig.
Menius se casó dos veces, tuvo bastantes hijos, de los cuales Eusebius estudió filosofía en Wittenberg y se casó con la nieta de Melanchthon, Anna Sabinus.
G. L. Schmidt aporta una bibliografía completa de numerosos escritos de Menius, quien tradujo varios comentarios bíblicos de Lutero al alemán. Su Oeconomia fue reimpresa en 1855.